# Hornkvalster
Hornkvalster (Oribatida) är kvalster med hårda kroppspansar. Dessa arter är viktiga i nedbrytningsprocessen av organiskt material och är vanliga i fjolårsgräs. Så vanliga att man har räknat upp till 1000 individer per kvadratmeter i skogsförna.

## Systematik
Hornkvalstren delas in i följande undergrupper:

- Palaeosomata Grandjean, 1969
  - Acaronychoidea Grandjean, 1932 (6 genera)
    - Acaronychidae Grandjean, 1932

  - Palaeacaroidea Grandjean, 1932 (8 genera)
    - Palaeacaridae Grandjean, 1932
- Parhyposomata Balogh & Mahunka, 1979
  - Parhypochthonioidea Grandjean, 1969 (3 genera)
    - Parhypochthoniidae Grandjean, 1969
    - Gehypochthoniidae Strenzke, 1963
    - Elliptochthoniidae Norton, 1975
- Enarthronota Grandjean, 1947
  - Hypochthonoidea Berlese, 1910 (c. 8 genera)
    - Hypochthoniidae Berlese, 1910
    - Eniochthoniidae Grandjean, 1947
    - Arborichthoniidae Balogh & Balogh, 1992

  - Brachychthonoidea Thor, 1934 (c. 11 genera)
    - Brachychthoniidae Thor, 1934

  - Cosmochthonioidea Grandjean, 1947 (c. 14 genera)
    - Cosmochthoniidae Grandjean, 1947
    - Heterochthoniidae Grandjean, 1954
    - Haplochthoniidae Hammen, 1959
    - Pediculochelidae Lavoipierre, 1946
    - Sphaerochthoniidae Grandjean, 1947

  - Atopochthonioidea Grandjean, 1949 (3 genera)
    -       - Atopochthoniidae Grandjean, 1949
      - Pterochthoniidae Grandjean, 1950
      - Phyllochthoniidae Travé, 1967

  - Protoplophoroidea Ewing, 1917 (c. 7 genera)
    - Protoplophoridae Ewing, 1917
- Mixonomata Grandjean, 1969
  - Dichosomata Balogh & Mahunka, 1979
    - Nehypochthonioidea Norton & Metz, 1980
      - Nehypochthoniidae Norton & Metz, 1980

    - Perlohmannioidea Grandjean, 1954
      - Perlohmaniidae Grandjean, 1954
      - Collohmanniidae Grandjean, 1958

    - Eulohmannioidea Grandjean, 1931
      - Eulohmanniidae Grandjean, 1931

    - Epilohmannioidea Oudemans, 1923
      - Epilohmanniidae Oudemans, 1923

    - Lohmannioidea Berlese, 1916
      - Lohmanniidae Berlese, 1916

  - Euptyctima Grandjean, 1967
    - Mesoplophoroidea Ewing, 1917
      - Mesoplophoridae Ewing, 1917

    - Euphthiracaroidea Jacot, 1930
      - Oribotritiidae Grandjean, 1954
      - Euphthiracaridae Jacot, 1930
      - Synichotritiidae Walker, 1965

    - Phthiracaroidea Perty, 1841
      - Phthiracaridae Perty, 1841
      - Steganacaridae Niedbała, 1986
- Holosomata Grandjean, 1969
  - Crotonioidea Thorell, 1876
    - Thrypochthoniidae Willmann, 1931
    - Malaconothridae Berlese, 1916
    - Nothridae Berlese, 1896
    - Camisiidae Oudemans, 1900
    - Crotoniidae Thorell, 1876

  - Nanhermannioidea Sellnick, 1928
    - Nanhermanniidae Sellnick, 1928

  - Hermannioidea Sellnick, 1928
    - Hermanniidae Sellnick, 1928
- Brachypylina Hull, 1918
  - Pycnonoticae Grandjean, 1954
    - Hermannielloidea Grandjean, 1934 (2 families)
    - Neoliodoidea Sellnick, 1928 (1 family)
    - Plateremaeoidea Trägårdh, 1926 (4 families)
    - Gymnodamaeoidea Grandjean, 1954 (2 families)
    - Damaeoidea Berlese, 1896 (1 family)
    - Polypterozetoidea Grandjean, 1959 (2 families)
    - Cepheoidea Berlese, 1896 (7 families)
    - Charassobatoidea Grandjean, 1958 (3 families)
    - Microzetoidea Grandjean, 1936 (1 family)
    - Zetorchestoidea Michael, 1898 (1 family)
    - Gustavioidea Oudemans, 1900 (8 families)
    - Eremaeoidea Oudemans, 1900 (4 families)
    - Amerobelboidea Grandjean, 1954 (10 families)
    - Eremelloidea Balogh, 1961 (7 families)
    - Oppioidea Sellnick, 1937 (12 families)
    - Trizetoidea Ewing, 1917 (6 families)
    - Otocepheoidea Balogh, 1961 (4 families)
    - Carabodoidea Koch, 1837 (3 families)
    - Tectocepheoidea Grandjean, 1954 (2 families)
    - Hydrozetoidea Grandjean, 1954 (1 family)
    - Ameronothroidea Willmann, 1931 (3 families)
    - Cymbaeremaeoidea Sellnick, 1928 (3 families)

  - Poronoticae Grandjean, 1954
    - Licneremaeoidea Grandjean, 1931 (6 families)
    - Phenopelopoidea Petrunkevitch, 1955 (1 family)
    - Unduloribatoidea Kunst, 1971 (3 families)
    - Limnozetoidea Thor, 1937 (2 families)
    - Achipterioidea Thor, 1929 (2 families)
    - Oribatelloidea Jacot, 1925 (3 families)
    - Ceratozetoidea Jacot, 1925 (5 families)
    - Zetomotrichoidea Grandjean, 1934 (1 family)
    - Oripodoidea Jacot, 1925 (19 families)
    - Galumnoidea Jacot, 1925 (3 families)